# Susanna Thompson
Susanna Thompson, född 27 januari 1958 i San Diego i Kalifornien, är en amerikansk skådespelerska.

## Karriär
Susanna Thompson har medverkat i en del scenproduktioner under sin karriär, samt vunnit en Dramatic Award, för rollen som Luisa i A Shayna Maidel. Hon har också varit nominerad till en San Diego Critics Circle, i kategorin Bästa kvinnliga huvudroll, för sin insats i Agnes of God.
Susanna Thompson är troligtvis mest känd för att ha arbetat en del inom TV. Bland dessa insatser märks rollerna som Karen Sammler i Once and Again, Michelle Generoo i ett avsnitt av Arkiv X, och Borg Queen (återkommande roll), i två avsnitt av Star Trek: Voyager ("Dark Frontier" och "Unimatrix Zero"). Hon har också spelat rollen som Denise Hydecker i TV-filmen Sjön, från 1998.
Ett av Thompsons mest kontroversiella TV-framträdanden var i ett avsnitt av TV-serien Star Trek: Deep Space Nine ("Rejoined"), som sändes första gången på amerikansk TV den 30 oktober 1995. I det avsnittet deltog hon i en samkönad kyss, som var en av de första inom den amerikanska televisionen.
Den 7 oktober 2003 gjorde Thompson ett gästframträdande i ett avsnitt av TV-serien Law & Order: Special Victims Unit, där hon spelade rollen som Dr. Greta Heints. Avsnittet som hon medverkade i hette "Mother", i den femte säsongen av serien.
Från januari 2006 hade Thompson en huvudroll i den kortlivade NBC-serien The Book of Daniel. I november 2006 gjorde hon sitt första framträdande i rollen som överstelöjtnant Hollis Mann (återkommande roll), i CBS-serien NCIS. Samma vecka som hon var med i den serien syntes hon även i den andra TV-serien Brottskod: Försvunnen. År 2009 syntes hon även i den kortlivade NBC-serien Kings.
År 2012 spelade Thompson rollen som Moira Queen i The CW-serien Arrow, som hon innehade under två säsonger, för att sedan komma tillbaka som gäst under senare säsonger. Hon har också synts i en återkommande roll som Carolyn Preston i NBC-serien Timeless.

## Privatliv
Susanna Thompson har tidigare studerat vid San Diego State University, där hon avlade en kandidatexamen i drama. Hennes man Martin Katz arbetar som professor på samma universitet.

## Filmografi (i urval)

### Filmer
- 1994 – Alien Nation: Dark Horizon
- 1994 – When a Man Loves a Woman
- 1994 – Little Giants
- 1996 – America's Dream
- 1996 – Skuggor från det förflutna
- 1998 – Sjön
- 1999 – Stulen lycka
- 2002 – Dragonfly
- 2005 – The Ballad of Jack and Rose
- 2021 – Malignant

### TV-serier
- 1991 – Silk Stalkings (TV-serie)
- 1992–1993 – Star Trek: The Next Generation (TV-serie)
- 1993 – Arkiv X (TV-serie)
- 1994 – Lagens änglar (TV-serie)
- 1995 – På spaning i New York (TV-serie)
- 1995 – Star Trek: Deep Space Nine (TV-serie)
- 1995 – Doktor Quinn (TV-serie)
- 1997 – Roar (TV-serie)
- 1998 – Prey (TV-serie)
- 1998 – Players (TV-serie)
- 1999 – Chicago Hope (TV-serie)
- 1999–2000 – Star Trek: Voyager (TV-serie)
- 1999–2002 – Once and Again (TV-serie)
- 2002 – The Twilight Zone (TV-serie)
- 2003 – Law & Order: Special Victims Unit (TV-serie)
- 2005 – Medical Investigation (TV-serie)
- 2006–2015 – NCIS (TV-serie)
- 2006 – The Book of Daniel (TV-serie)
- 2006 – CSI: Crime Scene Investigation (TV-serie)
- 2006 – Brottskod: Försvunnen (TV-serie)
- 2009 – Kings (TV-serie)
- 2010 – Cold Case (TV-serie)
- 2012–2020 – Arrow (TV-serie)
- 2016–2018 – Timeless (TV-serie)
- 2017 – Legends of Tomorrow (TV-serie)